# Ida Elise Broch
Ida Elise Broch, född 25 juni 1987 i Oslo, är en norsk skådespelare. Hon är halvsyster till Nicolai Cleve Broch. Ida Elise Broch är bland annat känd för sina roller i Mannen som älskade Yngve, Switch och Home for Christmas (2019).

## Filmografi
- 2006 –  Bakkeflyvere, kortfilm
- 2007 – Switch, spelfilm
- 2008 – Mannen som älskade Yngve, spelfilm
- 2009 – Amor
- 2008 – Twende, kortfilm
- 2010 – Pax
- 2011 – Mørke sjeler
- 2014 – Det tredje øyet, TV-serie
- 2019 – Home for Christmas (TV-serie)
- 2022 - Fenris, Tv-serie
- 2022 – Guldtransporten